# Alpha Ibrahim Diallo
Alpha Ibrahim Diallo (12 de junho de 1932-14 de setembro de 2014 ) é um jornalista e administrador civil da Guiné. Praticante de futebol e basquetebol, Diallo ocupou diversos cargos administrativos em órgãos esportivos e de imprensa em seu país. Em 1994, foi eleito membro do Comitê Olímpico Internacional, cargo que ocupa até os dias atuais.